# Klášter svaté Doroty
Dorotheerkloster neboli klášter svaté Doroty je někdejší klášter kanovníků svatého Augustina ve 1. vídeňském městském obvodě Vnitřní Město.

## Dějiny

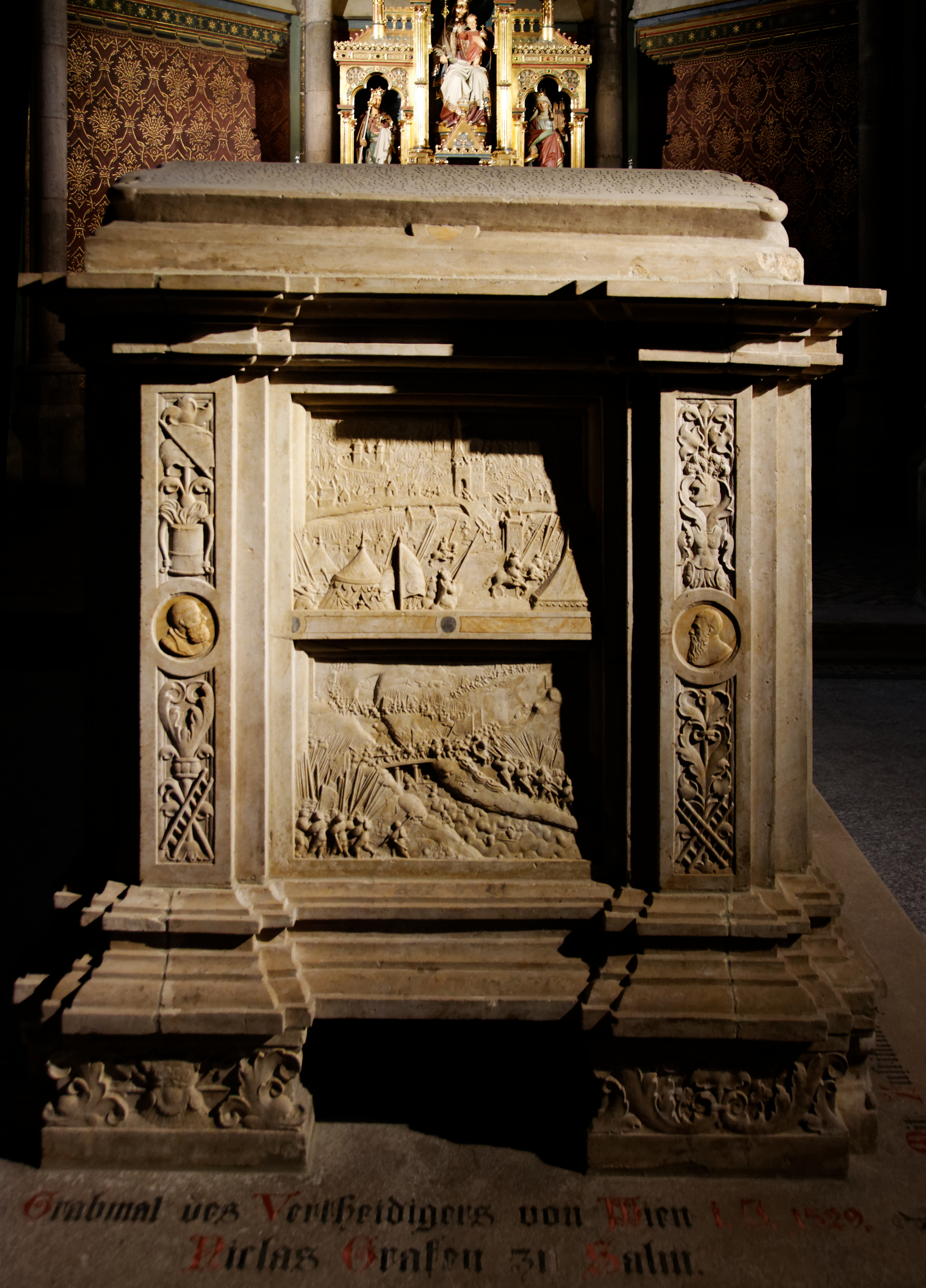
Náhrobek Mikuláše ze Salmu

Původní úmysl zřídit při kostele sv. Doroty ve Vídni klášter pochází od Albrechta IV., avšak z důvodu jeho předčasné smrti založení proběhlo teprve roku 1414 za panování jeho syna Albrechta V.
Vedle Skotského kláštera (Schottenstift) patřila sv. Dorota k nejbohatším klášterům Vídně. Roku 1786 byl řád augustinů v důsledku josefinských reforem zrušen.
Na místě kláštera sv. Doroty se dnes nachází palác Dorotheum. Naproti klášteru se nacházel klášter klarisek (Königinkloster), který však byl také za josefinských reforem zrušen.
V klášterním kostele se nacházela hrobka Mikuláše ze Salmu (sochaře Loye Heringa), která je v současné době zapůjčena rodinou Salm-Reifferscheidtů ve vídeňském votivním kostele.